# St. Michael (Münster, Hessen)

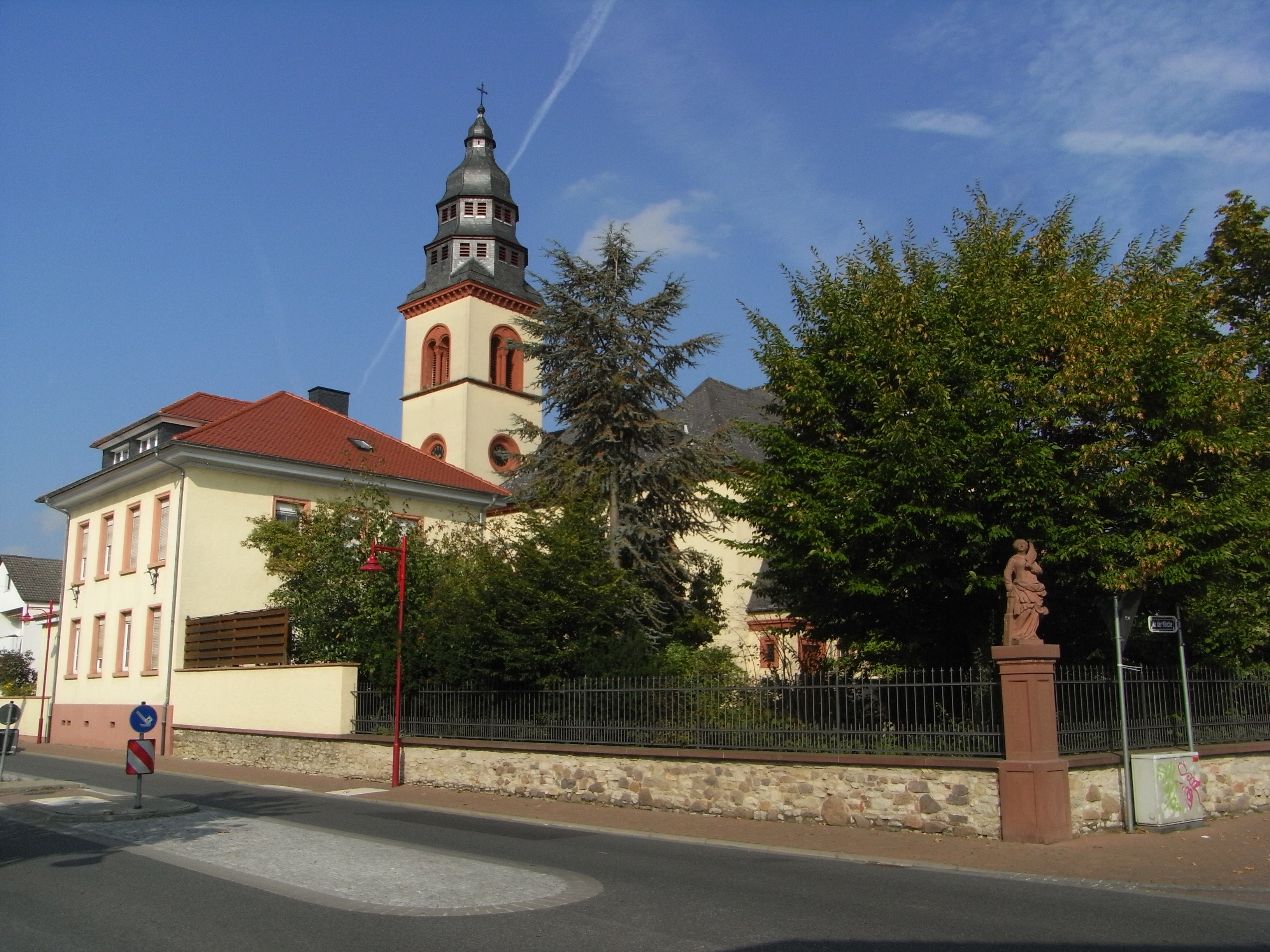
St. Michael in Münster (Hessen)

Die römisch-katholische, denkmalgeschützte Pfarrkirche St. Michael steht in Münster, einer Gemeinde im Landkreis Darmstadt-Dieburg in Hessen. Die Kirchengemeinde gehört zum Dekanat Dieburg im Bistum Mainz.

## Beschreibung
Die spätbarocke Saalkirche wurde 1785–86 in Nord-Süd-Richtung nach Plänen von Johann Peter Jäger östlich an den ehemaligen Kirchturm des mittelalterlichen Vorgängerbaus angefügt. Der alte Kirchturm wurde 1842 durch einen Neubau mit mehrfach gestufter, schiefergedeckter Haube ersetzt. Das bisherige Kirchenschiff wurde 1910 durch zwei Seitenschiffe nach einem Entwurf von August Greifzu ergänzt. Sie sind im Innern mit Kreuzgratgewölben überspannt, das Mittelschiff und der eingezogene Chor dagegen mit einem Spiegelgewölbe. 
Die Kirchenausstattung im Empirestil, wie die drei Altäre, die Kanzel, die vier Beichtstühle und die Kirchenbänke, stammt aus den Jahren 1802–03. Über dem Hochaltar ruht ein Ziborium. Der Volksaltar und der Ambo stehen zwischen Langhaus und Chor. Die Orgel wurde 1839 von Bernhard Dreymann gebaut.